# Mirosław Cichocki
Mirosław Cichocki – polski brydżysta, World Master (WBF), European Champion w kategorii juniorów (EBL), Arcymistrz Międzynarodowy, Sędzia Klubowy, Instruktor Sportu, odznaczony złotą odznaką PZBS (2006) kapitan drużyny Siwik Itertrade BT Mrągowo.
Mirosław Cichocki w latach 2013–2014 był członkiem Komitetu Kobiet EBL.
W latach 2009..2012 wielokrotnie był niegrającym kapitanem (npc) reprezentacji Dziewcząt i Kobiet. Był niegrającym kapitanem drużyny kobiet, która zdobyła brązowy medal na 2. Olimpiadzie Sportów Umysłowych w Lille w roku 2012.

## Wyniki brydżowe

### Zawody krajowe
W rozgrywkach krajowych zdobywał następujące lokaty:
| Drużynowe mistrzostwa Polski | Drużynowe mistrzostwa Polski | Drużynowe mistrzostwa Polski |
| Sezon                        | Drużyna                      | Pozycja                      |
| ---------------------------- | ---------------------------- | ---------------------------- |
| 2010                         | Siwik Itertrade BT Mrągowo   | 2                            |
| 2008                         | Mrągowia SI Mrągowo          | 2                            |
| 2006                         | Mrągowia SI Mrągowo          | 2                            |
| 2005                         | Chłodnia Star-Turist Olsztyn | 1                            |
| 2002/03                      | Łączność Olsztyn             | 3                            |
| 2002                         | Łączność Olsztyn             | 3                            |
| 1997                         | Łączność Olsztyn             | 2                            |
| 1989/90                      | Łączność Olsztyn             | 3                            |

| Mistrzostwa Polski teamów | Mistrzostwa Polski teamów | Mistrzostwa Polski teamów | Mistrzostwa Polski teamów |
| Rok                       | Typ                       | Kategoria                 | Pozycja                   |
| ------------------------- | ------------------------- | ------------------------- | ------------------------- |
| 2010                      | IMP                       | Open                      | 2                         |
| 2010                      | BAM                       | Open                      | 2                         |
| 2004                      | Otwarte                   | Open                      | 2                         |
| 2002                      | Patton                    | Open                      | 1                         |
| 2001                      | Patton                    | Open                      | 1                         |
| 1992                      | IMP                       | Open                      | 2                         |
| 1986                      | IMP                       | Open                      | 1                         |

| Mistrzostwa Polski par | Mistrzostwa Polski par | Mistrzostwa Polski par | Mistrzostwa Polski par |
| Rok                    | Kategoria              | Partner                | Pozycja                |
| ---------------------- | ---------------------- | ---------------------- | ---------------------- |
| 1995                   | Open                   | Jerzy Skrzypczak       | 3                      |

### Zawody światowe
W światowych zawodach zdobył następujące lokaty:
| Mistrzostwa Świata. Konkurencja teamów | Mistrzostwa Świata. Konkurencja teamów | Mistrzostwa Świata. Konkurencja teamów          | Mistrzostwa Świata. Konkurencja teamów | Mistrzostwa Świata. Konkurencja teamów | Mistrzostwa Świata. Konkurencja teamów |
| Rok                                    | Miejsce                                | Zawody                                          | Kategoria                              | Drużyna                                | Pozycja                                |
| -------------------------------------- | -------------------------------------- | ----------------------------------------------- | -------------------------------------- | -------------------------------------- | -------------------------------------- |
| 2014                                   | Sanya                                  | 14. Seria Mistrzostw Świata                     | Miksty                                 | Hauge                                  | 17                                     |
| 2012                                   | Lille                                  | 5. Otwarte Mistrzostwa Świata Teamów Mikstowych | Miksty                                 | Hauge                                  | 28                                     |
| 2011                                   | Veldhoven                              | 40. Mistrzostwa Świata Teamów                   | Trans                                  | Siwik Mrągowo                          | 72                                     |
| 2010                                   | Filadelfia                             | 13. Seria Mistrzostw Świata                     | Open                                   | Siwik BT                               | 65                                     |
| 2006                                   | Werona                                 | 12. Mistrzostwa Świata                          | Open                                   | Mrągowia SI                            | 83                                     |
| 2001                                   | Paryż                                  | 35. Mistrzostwa Świata Teamów                   | Trans                                  | Cichocki                               | 16                                     |

| Mistrzostwa Świata. Konkurencja par | Mistrzostwa Świata. Konkurencja par | Mistrzostwa Świata. Konkurencja par | Mistrzostwa Świata. Konkurencja par | Mistrzostwa Świata. Konkurencja par | Mistrzostwa Świata. Konkurencja par |
| Rok                                 | Miejsce                             | Zawody                              | Kategoria                           | Partner                             | Pozycja                             |
| ----------------------------------- | ----------------------------------- | ----------------------------------- | ----------------------------------- | ----------------------------------- | ----------------------------------- |
| 2014                                | Sanya                               | 14. Seria Mistrzostw Świata         | Miksty                              | Danuta Hocheker                     | 16                                  |
| 2006                                | Werona                              | 12. Mistrzostwa Świata              | Miksty                              | Danuta Hocheker                     | 21                                  |
| 1998                                | Lille                               | 10. Mistrzostwa Świata              | Miksty                              | Marta Baczek                        | 199                                 |

### Zawody europejskie
W europejskich zawodach zdobył następujące lokaty:
| Zawody europejskie. Konkurencja teamów | Zawody europejskie. Konkurencja teamów | Zawody europejskie. Konkurencja teamów   | Zawody europejskie. Konkurencja teamów | Zawody europejskie. Konkurencja teamów | Zawody europejskie. Konkurencja teamów |
| Rok                                    | Miejsce                                | Zawody                                   | Kategoria                              | Drużyna                                | Pozycja                                |
| -------------------------------------- | -------------------------------------- | ---------------------------------------- | -------------------------------------- | -------------------------------------- | -------------------------------------- |
| 2013                                   | Ostenda                                | 6. Otwarte Mistrzostwa Europy            | Miksty                                 | Hauge                                  | 5                                      |
| 2009                                   | San Remo                               | 4. Otwarte Mistrzostwa Europy            | Open                                   | Mrągowia SI                            | 52                                     |
| 2007                                   | Antalya                                | 3. Otwarte Mistrzostwa Europy            | Open                                   | Poland                                 | 5                                      |
| 2006                                   | Rzym                                   | 5. Puchar Europy                         | Open                                   | Mrągowia SI-Poland                     | 6                                      |
| 2005                                   | Bruksela                               | 4. Puchar Europy Teamów                  | Open                                   | Csto-Poland                            | 7                                      |
| 2003                                   | Mentona                                | 1. Otwarte Mistrzostwa Europy            | Miksty                                 | Banaszkiewicz                          | 96                                     |
| 2003                                   | Mentona                                | 1. Otwarte Mistrzostwa Europy            | Open                                   | Cichocki                               | 17                                     |
| 2002                                   | Ostenda                                | 7. Mistrzostwa Europy Mikstów            | Miksty                                 | Hocheker                               | 24                                     |
| 1984                                   | Hasselt                                | 8. Młodzieżowe Mistrzostwa Europy Teamów | Juniorzy                               | Poland                                 | 7                                      |
| 1982                                   | Salsomaggiore                          | 8. Młodzieżowe Mistrzostwa Europy Teamów | Juniorzy                               | Poland                                 | 1                                      |

| Zawody europejskie. Konkurencja par | Zawody europejskie. Konkurencja par | Zawody europejskie. Konkurencja par | Zawody europejskie. Konkurencja par | Zawody europejskie. Konkurencja par | Zawody europejskie. Konkurencja par |
| Rok                                 | Miejsce                             | Zawody                              | Kategoria                           | Partner                             | Pozycja                             |
| ----------------------------------- | ----------------------------------- | ----------------------------------- | ----------------------------------- | ----------------------------------- | ----------------------------------- |
| 2013                                | Ostenda                             | 6. Otwarte Mistrzostwa Europy       | Miksty                              | Danuta Hocheker                     | 27                                  |
| 2003                                | Mentona                             | 1. Otwarte Mistrzostwa Europy       | Mikst                               | Danuta Hocheker                     | 16                                  |
| 2003                                | Mentona                             | 1. Otwarte Mistrzostwa Europy       | Open                                | Piotr Żurakowski                    | 133                                 |
| 2002                                | Ostenda                             | 7. Mistrzostwa Europy Mikstów       | Mikst                               | Danuta Hocheker                     | 63                                  |
| 2001                                | Sorento                             | 11. Mistrzostwa Europy Par          | Open                                | Piotr Żurakowski                    | 49                                  |
| 1999                                | Warszawa                            | 10. Mistrzostwa Europy Par          | Open                                | Jerzy Skrzypczak                    | 77                                  |
| 1997                                | Haga                                | 9. Mistrzostwa Europy Par           | Open                                | Jerzy Skrzypczak                    | 113                                 |
| 1995                                | Rzym                                | 8. Mistrzostwa Europy Par           | Open                                | Jerzy Skrzypczak                    | 118                                 |
| 1993                                | Bielefeld                           | 7. Mistrzostwa Europy Par           | Open                                | Zbigniew Rogowski                   | 86                                  |

## Klasyfikacja
- Mirosław Cichocki – klasyfikacja PZBS
- Mirosław Cichocki – klasyfikacja EBL (ang.)
- Mirosław Cichocki – klasyfikacja WBF (ang.)